# Andrea Cosme
Andrea del Rocío Cosme Pérez (* 5. Juli 2001 in Colima) ist eine mexikanische Handballspielerin, die in der Disziplin Beachhandball als Specialist mexikanische Nationalspielerin ist.

## Hallenhandball
Andrea Cosme spielte für das Instituto Superior de Educación Normal de Colima (ISENCO) in Colima. Colima ist eine der Hochburgen Mexikos im Handball. Bei den nationalen Olympischen Spielen 2014 gewann sie mit ihrer Mannschaft in ihrer Altersklasse die Goldmedaille, 2015 Silber und war auch 2018 Teil des Teams. Bei einem internationalen Turnier für Vereinsmannschaften belegte Cosme mit Colima in Aguascalientes den zweiten Rang. 2022 erreichte sie mit Colima das Finale um die nationale Meisterschaft.
2019 wurde Cosme Teil der Nachwuchs-Nationalmannschaft Mexikos.

## Beachhandball
Mexiko begann erst 2018 regelmäßig an internationalen Wettbewerben im Beachhandball teilzunehmen, abgesehen von einem ersten kurzen Gastspiel bei den Panamerika-Meisterschaften 2014 in Asunción. Zur ersten Gruppe dieser Spielerinnen, die an den Panamerika-Meisterschaften 2018 in Oceanside teilnahm, gehörte auch Cosme. In Kalifornien wurde sogleich das Halbfinale und am Ende der vierte Rang erreicht, damit auch die erstmalige Qualifikation für Weltmeisterschaften. Bei der WM in Kasan war Cosme mit 17 Jahren die jüngste Spielerin der Mannschaft Mexikos, wie ihre Mannschaftskameradin Itzel Vargas erst 17 Jahre alt. Mexiko verlor alle Vorrundenspiele, wobei einzig gegen Vietnam ein Satzgewinn gelang und auch in der Trostrunde wurden zwei der drei Spiele verloren, nur gegen die Vereinigten Staaten gelang ein prestigeträchtiger Sieg. Es folgten die Platzierungsspiele, in denen zunächst Taiwan geschlagen und schließlich gegen Uruguay verloren und der 12. Platz belegt wurde. Es blieben die bislang einzigen beiden Berufungen Cosmes in das Nationalteam.

## Erfolge
| Weltmeisterschaften - 2018: 12. | Pan-Amerikanische Meisterschaften - 2018: 4. |

## Belege und Anmerkungen
1. ↑  Candelario González: Muestran su Empeño en Cada Jornada de la LNT de Handball. In: MAG Deportes. 30. März 2018, abgerufen am 13. Januar 2023 (spanisch).
2. ↑  Tribuna: Yucatán gana oro en lanzamiento de bala. In: Tribuna Campeche. 15. Mai 2014, abgerufen am 13. Januar 2023 (spanisch).
3. ↑  Afmedios / Redacción: Colima abre con Triunfos en Balonmano Femenino. In: AFmedios .- Agencia de Noticias. Abgerufen am 13. Januar 2023 (spanisch).
4. ↑  https://www.colimanoticias.com/plata-para-colima-en-handball-infantil-mayor-femenil/
5. ↑  Llega ITSON a siete oros en Universiada Nacional. Abgerufen am 13. Januar 2023 (spanisch).
6. ↑  Candelario González: Quedó 2º Colima Femenil en Internacional de Clubes de Handball. In: MAG Deportes. 22. Dezember 2021, abgerufen am 13. Januar 2023 (spanisch).
Cesar Miguel Ponce Pérez: Subcampeonas en torneo de clubes. In: Deporte Colima. 20. Dezember 2021, abgerufen am 13. Januar 2023 (spanisch).
LOGRA COLIMA MEDALLA DE PLATA EN TORNEO INTERNACIONAL DE HANDBALL – Periodico hechos. Abgerufen am 13. Januar 2023 (mexikanisches Spanisch).
7. ↑  Colima a dos finales del Nacional Premier de Handball, en Jalisco. Abgerufen am 13. Januar 2023 (spanisch).
8. ↑  Colimenses a la Selección Nacional de Handball para Torneo en Canadá. Abgerufen am 13. Januar 2023 (spanisch).
9. ↑  Edición del martes 6 de marzo de 2018 by El Comentario - Issuu. Abgerufen am 2. Dezember 2022 (englisch).
10. ↑  Candelario González: Se Presenta México en Mundial de Handball de Playa. In: MAG Deportes. 23. Juli 2018, abgerufen am 18. November 2022 (spanisch).

| Personendaten    | Personendaten                                                           |
| ---------------- | ----------------------------------------------------------------------- |
| NAME             | Cosme, Andrea                                                           |
| ALTERNATIVNAMEN  | Cosme Pérez, Andrea del Rocío (vollständiger Name); Cosme Pérez, Andrea |
| KURZBESCHREIBUNG | mexikanische Handballspielerin                                          |
| GEBURTSDATUM     | 5. Juli 2001                                                            |
| GEBURTSORT       | Colima                                                                  |